# Amstel Gold Race 1984
La 19e édition de la course cycliste, l'Amstel Gold Race a eu lieu le 21 avril 1984 et a été remportée par le Néerlandais Jacques Hanegraaf.

## Classement final
| Pos. | Coureur           | Pays     | Équipe                               | Temps           |
| ---- | ----------------- | -------- | ------------------------------------ | --------------- |
| 1    | Jacques Hanegraaf | Pays-Bas | Kwantum-Decosol-Yoko                 | 6 h 05 min 56 s |
| 2    | Kim Andersen      | Danemark | Coop-Hoonved-Rossin                  | + 2 min 04 s    |
| 3    | Patrick Versluys  | Belgique | Splendor-Mondial-Marc                | + 2 min 08 s    |
| 4    | Rudy Dhaenens     | Belgique | Mondial Moquette-Splendor            | + 2 min 08 s    |
| 5    | Ad Wijnands       | Pays-Bas | Kwantum-Decosol-Yoko                 | + 2 min 08 s    |
| 6    | William Tackaert  | Belgique | Fangio-Tonissteiner-O.m.trucks-Mavic | + 2 min 08 s    |
| 7    | Frédéric Vichot   | France   | Skil-Sem-Mavic-Reydel                | + 2 min 08 s    |
| 8    | Jacques Van Meer  | Pays-Bas | Avp-Viditel-Concorde                 | + 2 min 08 s    |
| 9    | Theo de Rooij     | Pays-Bas | Panasonic-Raleigh                    | + 2 min 08 s    |
| 10   | Peter Winnen      | Pays-Bas | Panasonic-Raleigh                    | + 2 min 08 s    |